# Комариха (Топчихинский район)
Комариха — посёлок в Топчихинском районе Алтайского края России. Входит в состав Парфёновского сельсовета.

## История
Основан в 1921 г. В 1928 году посёлок Комаринский состоял из 77 хозяйства, основное население — русские. Центр Комаринского сельсовета Алейского района Барнаульского округа Сибирского края.

## Население
| 1926 | 1997 | 1998 | 1999 | 2000 | 2001 | 2002 |
| ---- | ---- | ---- | ---- | ---- | ---- | ---- |
| 408  | ↘125 | ↗131 | ↗155 | ↘135 | ↘132 | ↘126 |
| 2003 | 2004 | 2005 | 2006 | 2007 | 2008 | 2009 |
| ↘122 | ↘116 | ↘113 | ↘112 | ↗116 | ↘114 | ↘101 |
| 2010 | 2011 | 2012 | 2013 |      |      |      |
| ↘86  | ↘84  | ↘79  | ↘61  |      |      |      |

Согласно результатам переписи 2002 года, в национальной структуре населения русские составляли 72 %, немцы — 27 %.